# Johanna Hamann
Johanna Hamann Mazuré (Lima, 21 de julio de 1954-7 de abril de 2017) fue una grabadora y escultora peruana, quien además, se dedicó, desde 1994, a la docencia universitaria y a la investigación.

## Formación
Licenciada en Arte en 1985, con mención en Escultura por la Facultad de Arte de la Pontificia Universidad Católica del Perú. Hizo una maestría en Humanidades, en esta misma universidad, obteniendo el título en 2005 con la tesis El cuerpo, un familiar desconocido. Además, realizó un doctorado en la Universidad de Barcelona (Facultad de Bellas Artes) sobre Espacio Público y Regeneración Urbana; su tesis doctoral la presentó en 2011, se titula Monumentos públicos en espacios urbanos de Lima 1919-1930. Participó en seminarios y congresos en Perú, Estados Unidos, España y Portugal entre los años 1990-2011. 

## Características de su obra
Su obra revela una preocupación por la temática del cuerpo en la escultura, fundamentalmente, en torno al cuerpo femenino, al cuerpo enfermo o a la sexualidad. Su escultura es una respuesta al problema de la representación del cuerpo como materia, en este sentido, en su trabajo muestra cuerpos que están sujetos a leyes temporales y espaciales. Aunque tiene interés por las representaciones cristianas, su obra no es movida por un impulso religioso sino más bien por un cuestionamiento metafísico que le permite experimentar con distintas sensaciones y sentimientos.[cita requerida]
Estas inquietudes se ven reflejadas desde su primera exposición individual —la cual, particularmente, realiza antes de exponer de manera colectiva— en donde la artista se enfoca en el tema de la maternidad desde el punto de vista de la gestación biológica. Al respecto, el crítico Luis Lama escribió: "(...) ha sido característico desde que viéramos su primera muestra, aquella de los vientres desgarrados y del niño transformado en un objeto tribal, porque Hamann se ha preocupado, como en su momento lo hiciera Gálvez, de desmembrar el cuerpo para analizar, en términos escultóricos, cada una de las complejidades de nuestra humanidad".

## Listado de exposiciones

### Exposiciones individuales
- 2016 Antológica 1977 -2015. Galería Germán Kruger Espantoso. Instituto Cultural Peruano Norteamericano (Lima, Perú).[6]
- 2013 Ese nudo sutil. Galería de Arte Cecilia González (Lima, Perú).
- 2002 Cuerpo, Frágil Refugio. Sala Luis Miró Quesada Garland. Municipalidad de Miraflores (Lima, Perú).
- 1997 El Cuerpo Blasonado. Esculturas. Centro Cultural de la Municipalidad de Miraflores (Lima, Perú).
- 1997 Muestra Antológica 1983/1991. I Bienal Iberoamericana de Lima. Municipalidad Metropolitana de Lima, Perú.
- 1991 Johanna Hamann. Esculturas y Dibujos. Centro Cultural de la Municipalidad de Miraflores (Lima, Perú).
- 1988 Johanna Hamann. Obra Gráfica Reciente. Galería Trilce (Lima, Perú).
- 1985 Johanna Hamann. Esculturas. Galería Camino Brent (Lima, Perú).
- 1983 Johanna Hamann. Esculturas. Galería Forum (Lima, Perú).

### Exposiciones colectivas
- 2013 Acero. Museo de Arte Contemporáneo. Lima, Perú.
- 2012 Reencuentro creativo. Centro Cultural Juan Parra del Riego, Barranco (Lima, Perú).
- 2010 La estrategia de la forma. Colección de la Fundación Villacero. Museo de Arte Contemporáneo de Monterrey, México.
- 2009 Expo Arte, Barranco (Lima, Perú).
- 2007 Muestra Escultórica en Acero de Artistas Latinoamericanos, Museo de Arte Moderno de Cartagena, Colombia.
- 2006 Fundación Villacero, Chile.
- 2005 Miradas: revelaciones poéticas y apocalíptica. Museo de Arte de Lima, Perú.

## Premios y distinciones
- 2012; 2011; 2009 “Reconocimiento a la Investigación” del Vicerrectorado Académico de la Pontificia Universidad Católica del Perú.
- 2008 Premio de Investigación DAI. Pontificia Universidad Católica del Perú.
- 2005 Primer Premio. Concurso-Homenaje a la Integración Municipalidad de San Isidro (Lima, Perú).
- 1987 Mención Especial. Primer Concurso de Esculturas al Aire Libre. Centro Cultural de la Municipalidad de Miraflores (Lima, Perú).
- 1982 Primer Premio. Realización del trofeo del I Festival Universitario de Telecomunicaciones Latinoamericanas (Lima, Perú).
- 1979 Primer Premio. Realización de una Cruz de Madera en la Capilla de la PUCP (Lima, Perú).
- 1974 Primer Premio. Realización de Tabernáculo de la Iglesia “Nuestro Señor de Muruhuay” (Tarma, Perú).